# Кудинова, Анастасия Валерьевна
Анастасия Валерьевна Кудинова (род. 27 февраля 1987 года) — казахстанская легкоатлетка. Мастер спорта Республики Казахстан международного класса.

## Карьера
Занимается легкой атлетикой с 2004 г.
Участница чемпионата мира среди юношей и девушек (Марокко, 2005 г.).
Бронзовый призёр чемпионата Азии среди юниоров 2006 года в Макао в семиборье с результатом 4734 очка.
На чемпионате Азии 2011 года выступала в многоборье. На стометровке с барьерами была четвёртой (14,49 с), в прыжках в высоту — восьмой (1,64 м), в толкании ядра — десятой (9,50 м), на двухстометровке — третьей (25,29 с), в прыжках в длину — третьей (5,95 м), метании копья — девятой (28,02 м), на восьмисотметровке — четвёртой (2:26.56). Итоговая сумма (5060 очков) позволила Насте стать шестой.
На зимнем чемпионате Азии 2012 года была второй в прыжках в длину, прыгнув на 6,23 м. А в составе эстафетной четвёрки завоевала вторую серебряную награду.
На чемпионате Азии 2013 года, выступая в прыжках в длину с результатом 5,67 м была 11-й.
На чемпионате Азии 2015 года была третьей на 400-метровке, показав результат 53,41 с. А в составе эстафетной четвёрки завоевала вторую бронзу.
В настоящее время её тренеры — Кирсанов Н. А., Маштаков Ю. И.
Победитель и призёр чемпионатов РК, международных соревнований, молодёжных спортивных игр РК, Спартакиад РК в семиборье, эстафете 4×400 м, прыжке в длину.
2011 год:
- Весеннее Первенство Республики Казахстан — 1 место
- III летней Спартакиада Республики Казахстан — 2 место
- Международные соревнования «Кубок Узбекистана» — 1 место

2012 год:
- Зимний Чемпионат Республики Казахстан — 1 место
- Весеннее Первенство Республики Казахстан — 1 место
- Чемпионат Республики Казахстан — 1 место
- Международный турнир Мемориал Г.Косанова — 2 место

2013 год:
- Зимний Чемпионат Республики Казахстан — 1 место
- Весеннее Первенство Республики Казахстан — 1 место

2015 год:
- Чемпионат Республики Казахстан — 1 место

## Образование
В 2010 году окончила Восточно-Казахстанский государственный университет им. С. Аманжолова (физическая культура и спорт).

## Тренерская работа
Работает в карагандинской «ОСДЮШОР легкой атлетики» тренером — преподавателем.